# Belief (Dare)
Belief è il quarto album della band Dare, uscito nel 2001.

## Tracce
1. Silent Thunder
2. Dreams on Fire
3. White Horses (Lions Heart)
4. Belief
5. Run Wild Run Free
6. We Were Friends
7. Falling
8. Where Will You Run To
9. Take Me Away
10. Promised Land
11. Phoenix

## Formazione
- Darren Wharton - voce, tastiera
- Andrew Moore - chitarra
- Richard Dews - chitarra
- Julien Gardner - batteria